# Dieter Burmester
Dieter Burmester (* 9. Februar 1946 in Österreich; † 15. August 2015 in Berlin) war ein deutscher Unternehmer und Musiker.

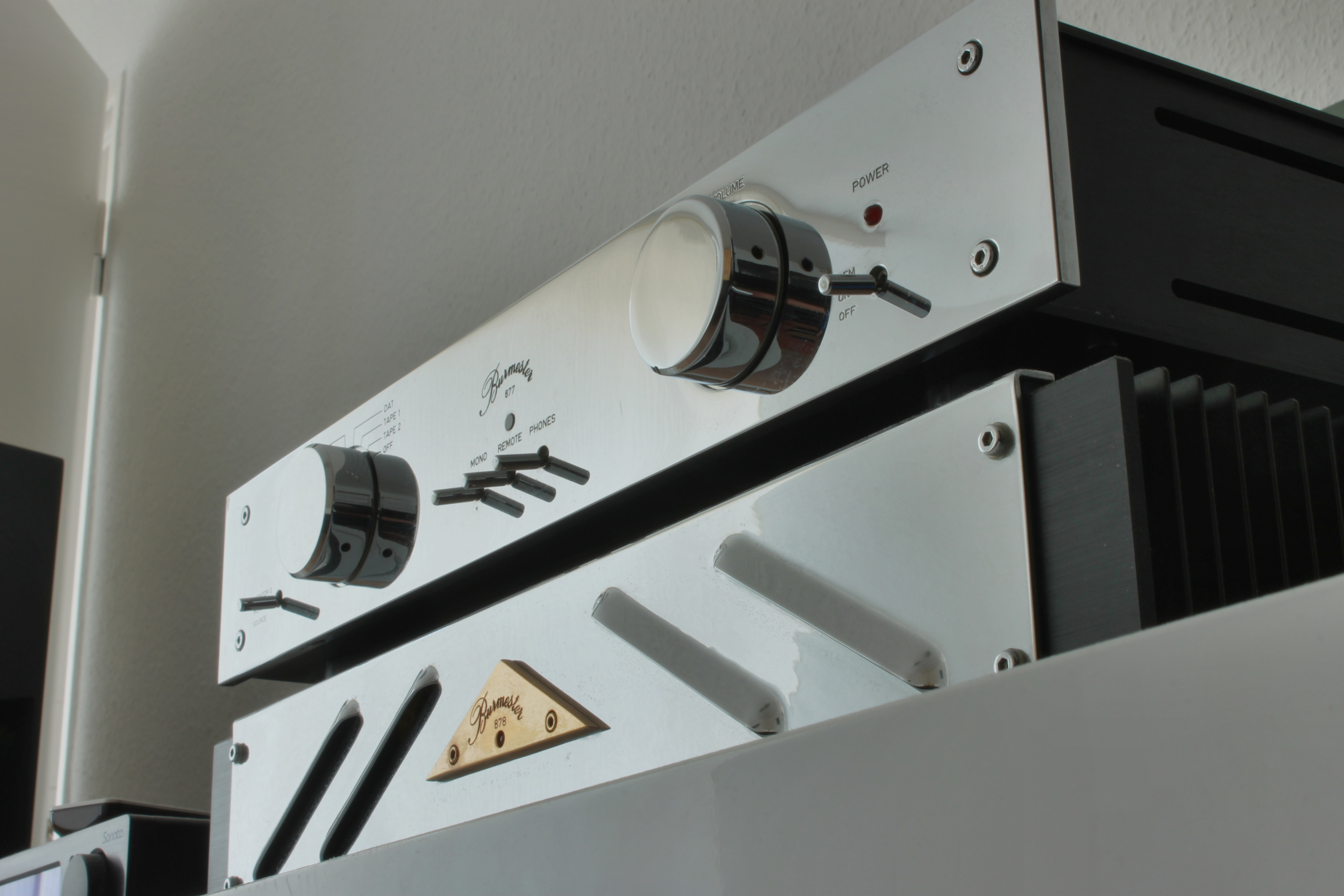
Burmester 877 Vorverstärker und 878 Endstufe

## Leben
Dieter Burmester wurde in Österreich geboren, zog aber im Alter von einem halben Jahr mit seinen Eltern nach Deutschland. Aufgewachsen ist er in Lüchow. Er machte eine Lehre als Radio- und Fernsehtechniker und leistete seinen Wehrdienst beim Bundesgrenzschutz (BGS) ab. Ab 1968 studierte er Elektro- und Nachrichtentechnik in Berlin. Nach seinem Studium gründete er ein Ingenieurbüro und entwickelte medizinische Messgeräte und Computerinterfaces.
Burmester war leidenschaftlicher Musiker, schon vor seinem Studium spielte er ab August 1964 hauptberuflich als Bassist und Sänger in der Beatband The Echos [sic!], später unter dem Namen Some Folks, auf Tourneen. Auch nach seinem Studium musizierte er auf Konzerten und beteiligte sich an verschiedenen Bandprojekten. Von 1999 bis 2007 spielte er mit seiner Band Past Perfect. Daneben sammelte er Gitarren, komponierte und machte Musikaufnahmen in seinem privaten, professionell ausgestatteten Studio.
Das Interesse an Musik brachte Burmester von der Entwicklung medizinischer Messgeräte zur Audioelektronik: Nach einer erfolglosen Suche nach geeignetem Ersatz für seine defekte HiFi-Anlage baute er im Juli 1977 eines seiner medizinischen Präzisionsmessgeräte zu einem Vorverstärker, dem 777 genannten Prototyp, um. Dieser Vorverstärker ist, permanent weiterentwickelt, heute noch das Kernelement seiner Produkte und Vorbild der Typenbezeichnung der nachfolgenden Komponenten (zusammengesetzt aus der Jahreszahl 77 und der Monatszahl 7).
1978 gründete er in Berlin-Schöneberg die Burmester Audiosysteme GmbH, die sich rasch an die Spitze der deutschen High-End-Industrie setzte. Zu seinen Erfindungen und Weiterentwicklungen zählen:
- 1980: erster Vorverstärker mit steckbaren Modulen zur Anpassung für verschiedene Signalquellen
- 1983: vollsymmetrische Signalverarbeitung für Heimstereo-Komponenten
- 1987: gleichstromgekoppelter Signalweg vom Tonabnehmersystem bis zum Lautsprecher
- 1987: ferngesteuerte Lautstärkeregelung über eine Relaisschaltung
- 1991: CD-Riemenlaufwerk
- 1994: Gesamtlösung zur Reinigung der Netzversorgung
- 1995: Lautsprechersystem mit freier Wahl zwischen aktiver und passiver Signalweiche

Dieter Burmester „prägte, gemeinsam mit einer goldenen Generation audiophiler Mitstreiter, eine Szene, ein Lebensgefühl und … eine veritable Branche aus feinen, elitären Manufakturen“.
Neben den Audiosystemen bietet das Unternehmen über Burmester Automotive auch Soundsysteme für hochwertige Kraftfahrzeuge wie den Bugatti Veyron, den Porsche Panamera oder den Mercedes Maybach an.
2003 wurde er von der Berliner Arbeitsgemeinschaft Selbständiger Unternehmer e. V. (ASU) als „Unternehmer des Jahres“ ausgezeichnet.
Dieter Burmester starb im August 2015 im Alter von 69 Jahren nach kurzer, schwerer Krankheit in Berlin-Zehlendorf. Er war verheiratet.